# Acacia asak
Acacia asak là một loài thực vật có hoa trong họ Đậu. Loài này được (Forssk.) Willd. miêu tả khoa học đầu tiên.